# جمال عمر نظمي
جمال عمر نظمي الونداوي (ولد 1914 وتوفي 1967) منصب متصرف أي محافظ ديالى في خمسينات القرن الماضي، وكذلك عضو في مجلس النواب، كما شغل منصب وزير الزراعة في وزارة علي جودت الأيوبي الثالثة عام 1957، كما كلف بمنصب وزير العمل والشؤون الاجتماعية في وزارة عارف عبد الرزاق عام 1965، لكن المنصب أسند بالوكالة إلى وزير الاقتصاد شكري صالح زكي لكون جمال عمر نظمي خارج العراق خلال فترة تكليفه بالمنصب.

## عائلته
شغل والده عمر نظمي (ولد سنة 1893 وتوفي سنة 1978) مناصب وزارية عديدة، حيث استيزر 25 مرة، منها وزير المواصلات والأشغال والداخلية والعدلية، كما تولى وزارتي الدفاع والمالية بالوكالة، وغيرها من المناصب. كما اختير عضوا في مجلس الأعيان.
أما شقيقه بديع عمر نظمي (ولد 1920 وتوفي 1987) فقد كان عضوا في الحزب الشيوعي العراقي وساهم في ثورة 14 تموز 1958.
أما شقيقه الآخر كمال عمر نظمي (ولد 1930 وتوفي 2000) الذي تميز بافكاره الثورية الاصلاحية، متأثراً بالفكر اليساري لأدب أمريكا اللاتنينة.
أما ابنه وميض جمال عمر نظمي (توفي 2016) فقد كان أستاذا في العلوم السياسية وأحد منظري حركة القومين العرب. وعرف عن الأستاذ وميض معارضته لاحتلال العراق.